# Vicedo

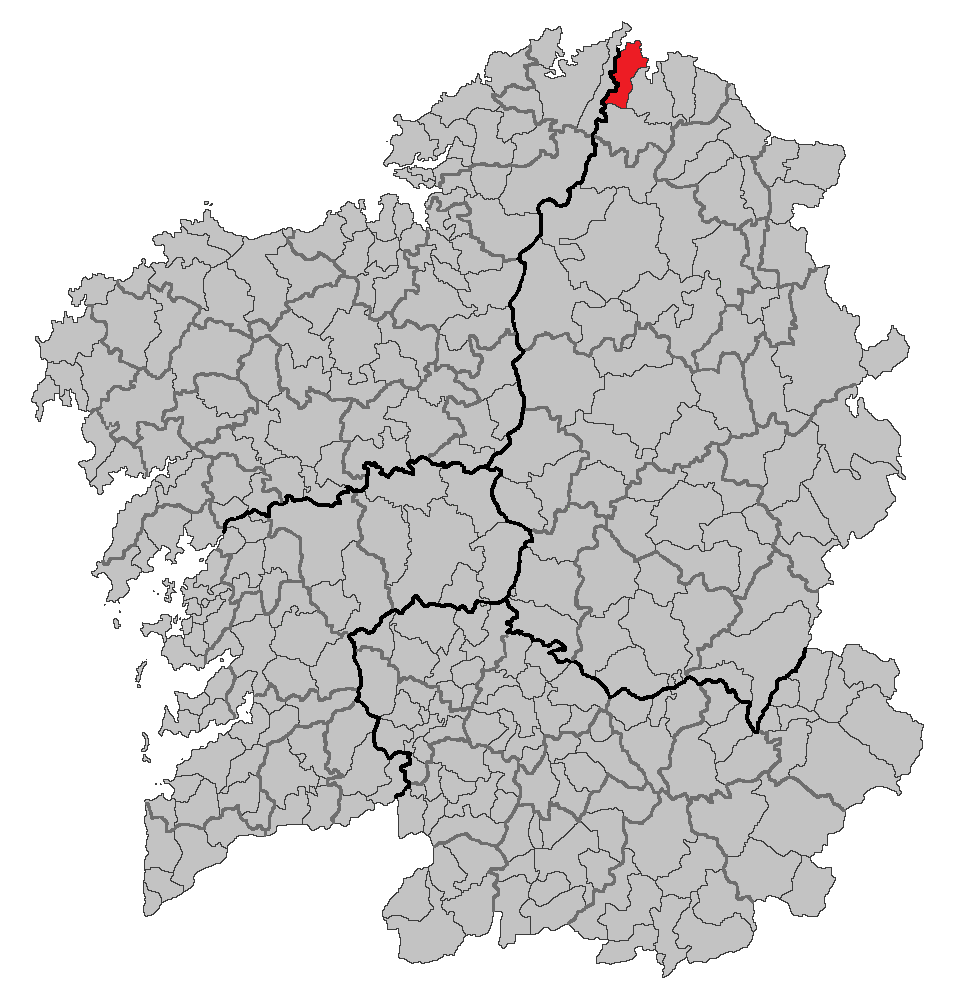
Localização do Vicedo

Vicedo (em galego, O Vicedo; em espanhol, Vicedo) é um município da Espanha na província de Lugo, comunidade autónoma da Galiza, de área 76 km² com população de 2086 habitantes (2007) e densidade populacional de 28,71 hab/km².

## Demografia
| Variação demográfica do município entre 1991 e 2004 | Variação demográfica do município entre 1991 e 2004 | Variação demográfica do município entre 1991 e 2004 | Variação demográfica do município entre 1991 e 2004 |
| --------------------------------------------------- | --------------------------------------------------- | --------------------------------------------------- | --------------------------------------------------- |
| 1991                                                | 1996                                                | 2001                                                | 2004                                                |
| 2706                                                | 2564                                                | 2194                                                | 2181                                                |

## História
O Vicedo é um município criado em 1812; logo depois foi dividido em 3 as municipalidades: As Negradas, O Vale e Cabanas. Porém em 1835 foi criada uma nova divisão: Galdo e Viveiro. Esta divisão durou somente 5 anos e em 1840 aparece a municipalidade de Riobarba, e finalmente, em 1952, o regulador civil de Lugo moveu o capital da municipalidade para o Vicedo.

## Património
- Punta do Fuciño do Porco.